# Абехуела
Абехуела (ісп. Abejuela) — муніципалітет в Іспанії, у складі автономної спільноти Арагон, у провінції Теруель. Населення — 56 осіб (2010).
Муніципалітет розташований на відстані близько 250 км на схід від Мадрида, 50 км на південь від міста Теруель.
На території муніципалітету розташовані такі населені пункти: (дані про населення за 2010 рік)
- Абехуела: 56 осіб
- Ла-Сервера: 0 осіб

## Демографія
Динаміка населення (INE ):